# Peter Dzúrik
Peter Dzúrik (Košice, 29 dicembre 1968 – Bratislava, 9 settembre 2010) è stato un calciatore slovacco, di ruolo centrocampista. Fu il capitano della Slovacchia durante quattro incontri tra il 2002 e il 2003.
Era un centrocampista difensivo.

## Palmarès

### Club

#### Competizioni nazionali
- Slovenský Pohár: 3

Chemlon Humenné: 1995-1996
Inter Bratislava: 2000-2001
Dukla Banská Bystrica: 2004-2005
- Campionato slovacco: 3

Košice: 1996-1997, 1997-1998
Inter Bratislava: 2000-2001
- Slovenský Superpohár: 1

Košice: 1997